# Dobropillea
Dobropillia (în ucraineană Добропілля) este un oraș din regiunea Donețk, Ucraina.